# Agonita parallela
Agonita parallela es un coleóptero de la familia Chrysomelidae.
Fue descrita científicamente por primera vez en 1961 por Uhmann.